# Прамаджоре
Прамаджоре (итал. Pramaggiore) — коммуна в Италии, располагается в провинции Венеция области Венеция.
Население составляет 3985 человек, плотность населения составляет 166 чел./км². Занимает площадь 24 км². Почтовый индекс — 30020. Телефонный код — 0421.
Покровителем коммуны почитается святой апостол и евангелист Марк, празднование 25 апреля. 